# Флорис (Ајова)
Флорис (енгл. Floris) град је у америчкој савезној држави Ајова. По попису становништва из 2010. у њему је живело 138 становника.

## Демографија
Према попису становништва из 2010. у граду је живело 138 становника, што је -15 (-9.8%) становника више него 2000. године.
| Група             | 2000.       | 2010.       |
| Белци             | 147 (96,1%) | 137 (99,3%) |
| Афроамериканци    | 0 (0,0%)    | 0 (0,0%)    |
| Азијати           | 2 (1,3%)    | 0 (0,0%)    |
| Хиспаноамериканци | 4 (2,6%)    | 1 (0,7%)    |
| Укупно            | 153         | 138         |